# Biggs Junction
Biggs Junction – jednostka osadnicza w Stanach Zjednoczonych, w stanie Oregon, w hrabstwie Sherman.